# مود ألان
مود ألان (بالإنجليزية: Maud Allan)‏ (و. 1873 – 1956 م) هي موسيقية، وممثلة مسرحية، وممثلة أفلام، وراقصة، ومصممة رقص كندية، ولدت في تورونتو، توفيت في لوس أنجلوس، عن عمر يناهز 83 عاماً.

## وصلات خارجية
- مود ألان في قاعدة بيانات الأفلام على الإنترنت